# Wilhelm Mohrbotter (Politiker)
Wilhelm Mohrbotter (* 28. April 1875 in Hannover; † 12. November 1943 in Schwarmstedt) war deutscher Schlosserobermeister und Kommunalpolitiker. Als Mitglied der Deutsch-Hannoverschen Partei (DHP) war er von 1921 bis 1932 Mitglied des preußischen Landtages für den Wahlkreis 16 Süd-Hannover.

## Leben
Nach dem Besuch der Bürgerschule absolvierte Mohrbotter eine Meisterlehre an der Kunstschule und führte einen eigenen Betrieb als Schlosserobermeister. Er war Vorsitzender des Kreishandwerkerbundes Hannover-Linden und Vorstandsmitglied von Reichs- und örtlichen Organisationen des Handwerks. Er gehörte dem Bürgerkollegium Hannover an.
Im Preußischen Landtag der 1. Wahlperiode war er gemeinsam mit vier DHP-Mitgliedern bis zum 21. Mai 1924 ständiger Gast des Zentrums; während der 2. Wahlperiode hatten sich die sechs DHP-Abgeordneten mit den Mitgliedern der Wirtschaftspartei des deutschen Mittelstandes zu der Fraktion der Wirtschaftlichen Vereinigung zusammengeschlossen.
Mohrbotter vertrat die Interessen der DHP im Fraktionsvorstand und gehörte dem Ausschuss für Handel und Gewerbe an. Im Preußischen Landtag der 3. Wahlperiode von 1928 bis 1932 vertrat er als einer von fünf DHP-Abgeordneten seine Partei im Vorstand der Deutschen Fraktion (DF), die sich am 8. Juni 1928 aus DHP, CNBLP, Völkisch-Nationalem Block und Reichspartei für Volksrecht und Aufwertung gebildet hatte, und war einer der beiden Fraktionsvorsitzenden. Darüber hinaus war er für die DF stimmberechtigtes Mitglied im Ältestenrat, Mitglied im Ausschuss für Handel und Gewerbe sowie im Ausschuss für das Vergebungswesen.